# Лиственничная аллея
Ли́ственничная алле́я — пешеходная улица в Северном административном округе города Москвы на территории Тимирязевского района. Расположена между Тимирязевской улицей и Дмитровским шоссе, параллельно улице Прянишникова и Верхней аллее. Слева примыкает Тимирязевский проезд, справа — Продольная аллея. Нумерация домов начинается от Тимирязевской улицы.

## Происхождение названия
Названа в 1925 году по сибирским лиственницам, растущим вдоль проезжей части. Прежнее название — Петровский проспект — дано по бывшему названию Сельскохозяйственной академии имени К. А. Тимирязева — Петровская академия.

## История
Возникла в 1750-х годах при постройке Г. К. Разумовским усадьбы Петровское как дорога, ведущая от Дмитровского шоссе в усадьбу. В 1861—1865 годах в усадьбе создаётся Петровская лесная школа (позднее — академия). В 1863 году учёный Р. И. Шредер посадил вдоль дороги сибирские лиственницы, которые образовали аллею. В конце 1920-х — начале 1930-х годов аллея застраивается учебными корпусами и общежитиями академии, главным образом в стиле конструктивизма. Одним из архитекторов застройки был Б. М. Иофан. К конечному участку аллеи с нечётной стороны примыкают опытные поля академии. В середине 1990-х годов аллею закрыли для движения транспорта.
Во время Великой Отечественной войны по адресу: Лиственничная аллея, дом №14 располагался эвакогоспиталь № 2386 Западного — Третьего Белорусского фронта (по адресу: Действующая армия, полевая почта 871, в/ч 2386), в котором лечились около 12 тысяч бойцов и офицеров. В их числе были маршалы К. К.Рокоссовский, А. И.Ерёменко, будущий комендант Берлина Н. Э. Берзарин. Отбывая на фронт, он сфотографировался и подарил тимирязевцам снимок, который хранится в музее истории Тимирязевской академии. В госпитале работали многие студентки Тимирязевки.

## Здания и сооружения
По нечётной стороне:
- № 3 — Агрономический факультет РГАУ-МСХА им. К. А. Тимирязева (архитектор: Б. М. Иофан)
- № 7 — 2-й учебный корпус МГАУ (в 1960—1980 гг. — МИИСП им. В. П. Горячкина)

По чётной стороне:
- № 2 — Учётно-финансовый факультет РГАУ-МСХА им. К. А. Тимирязева
- № 2Б — Музей коневодства
- № 4 — Экономический факультет РГАУ-МСХА им. К. А. Тимирязева
- № 6 — 1-й учебный корпус МГАУ (в 1960—1980 гг. — МИИСП им. В. П. Горячкина)
- № 8 —  в 1936-1950 годы располагалась школа № 213. Выпускники школы участвовали в Великой Отечественной войне. В последующем школа была переведена в новое здание на Большой Академической улице (ныне улица космонавта Волкова). Старое здание было реконструировано и на прилегающей к школе территории были построены ещё два 4-хэтажных здания, связанных между собой переходом и столовой. С 1957 по 1992 годы по данному адресу находилась школа-интернат № 25. В 2000-х годах была произведена новая реконструкция зданий. Они были соединены между собой.
- № 12А — Дворец культуры РГАУ-МСХА им. К. А. Тимирязева
- № 12, корп. 1, 2
- № 14, 16 — Общежития РГАУ-МСХА им. К. А. Тимирязева (архитектор: Б. М. Иофан)

Здания в стиле конструктивизма на Лиственничной аллее:

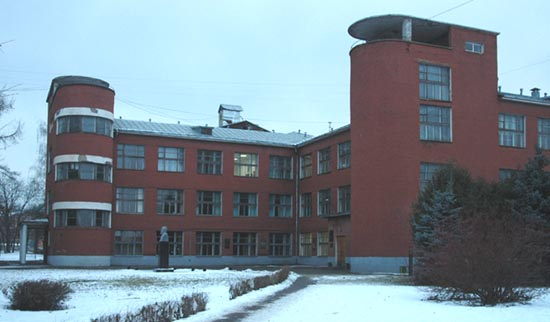
Дом № 3.
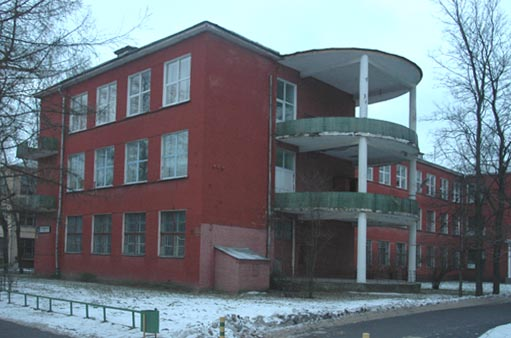
Дом № 4.
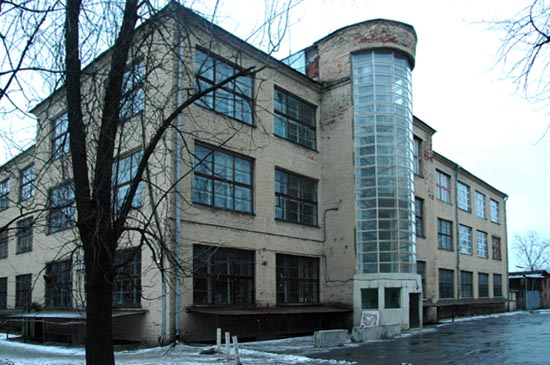
Дом № 6.
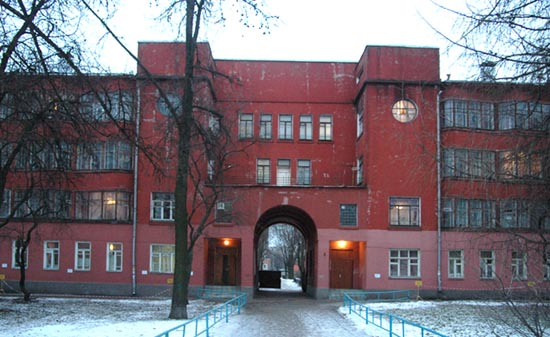
Дом № 16.

## Памятники
- напротив дома № 2Б — Р. И. Шредеру
- у дома № 2Б — Н. И. Железнову
- у дома № 3 — И. А. Стебуту
- у дома № 4 — В. И. Ульянову (Ленину)
- у дома № 7 — воинам-автомобилистам
- напротив памятнику В.И. Ленину — Н. И. Вавилову

Бюст Р. И. Шредера
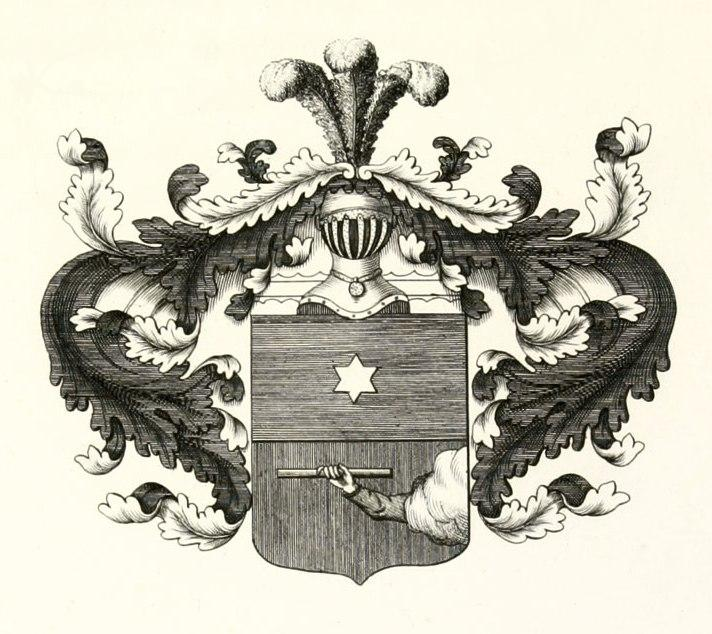
Бюст Н. И. Железнова
«Слава воинам-автомобилистам»

## Транспорт
В 350 метрах от конца аллеи — станция метро Петровско-Разумовская, а в 320 метрах — железнодорожная станция Петровско-Разумовская.